# James William McBain
Pour les articles homonymes, voir McBain.
James William McBain (22 mars 1882 - 12 mars 1953) est un chimiste canadien.

## Biographie
Il obtient une maîtrise ès arts à l'Université de Toronto et un doctorat en sciences à l'Université de Heidelberg.
Il mène des travaux pionniers dans le domaine des micelles à l'Université de Bristol. Dès 1913, il postule l'existence d'« ions colloïdaux », aujourd'hui appelés micelles, pour expliquer la bonne conductivité électrolytique des solutions de palmitate de sodium. Il est élu membre de la Royal Society en mai 1923 . Il remporte leur médaille Davy en 1939.